# Oecetis filosa
Oecetis filosa is een schietmot uit de familie Leptoceridae. De soort komt voor in het Palearctisch gebied.